# Старая Прага
Старая Прага (пол. Stara Praga) — микрорайон на юго-западе дзельницы Прага Пулноц в Варшаве на восточном берегу реки Висла. Границы микрорайона проходят на западе по реке Висла, на севере по Аллее Солидарности, на востоке по Марковской улице и на юге по Перекрёстной железной дороге до Всходненского вокзала. В Старой Праге также находится речной Порт Прага.

## История
К 1432 году относится первое упоминание о деревне Прага. В 1637—1647 годах здесь находилось имение Адама Казановского в районе современной Торговой улицы. В 1656 году Прага была оккупирована армией шведов-протестантов. В 1770 году здесь был проложен ров Любомирского. В 1791 году Прага вошла в состав Варшавы.
Конец XVIII — начало XIX века были временем испытаний для Праги. В 1794 году район штурмовала российская армия под командованием Александра Суворова. В 1806—1807 году французская армия, чтобы очистить территорию под строительство укреплений, уничтожила здесь ряд строений. Во второй половине XIX века в Праге развернулось активное строительство. В это время были построены Петербургский и Тереспольский вокзалы, Александровский мост, базилика Святых Михаила и Флориана. В 1882 году население Праги составило около 16 000 жителей.
В начале XX века из района были построены узкоколейные железные дороги в направлении Мареки, Яблонны и Радзымина. В 1908 году произошло разделение на Старую и Новую Прагу. В 1916 году здесь проживало около 90 000 человек.
Во время Второй мировой войны 1 августа 1944 года в Старой Праге шли бои с участием повстанцев из Варшавского гетто. Район был освобождён советской армией 14 сентября 1944 года. В 40-х годах XX века здесь находились почти все административные учреждения столицы.

## Описание
В Старой Праге большая часть зданий построена в начале XX века. Центром микрорайона является Виленская площадь, рядом с которым находится Виленский вокзал, а также здание бывшего Управления государственной железной дороги, собор Святой Марии Магдалины — кафедра Польской Автокефальной Православной Церкви. До 2011 года здесь находился Памятник советско-польскому братству по оружию, установленный в 1945 году.
Граница микрорайона проходит по Торговой улице. В Старой Праге находится Ружицкий рынок и неоготическая базилика Святых Михаила и Флориана — кафедры епархии Варшавы-Праги.
Коренные жители района сохраняют уникальный городской фольклор, особенные черты в одежде и декоре жилища, некоторые старожилы до сих пор говорят на варшавском диалекте польского языка. В последние годы район приобрёл популярность у творческой элиты. В Старой Праге открылись галереи, художественные центры, студии, известные столичные рестораны и развлекательные заведения. В ходе опроса, проведённого изданием «Газета Выбоча» в 2003 году, самая известная местная улица — улица Зомбковская была признана «волшебным местом». Характерной улицей для Старой Праги является Брестская улица на участке между улицами Зомбковской и Киевской.

## Достопримечательности
- Базилика Святых Михаила и Флориана.
- Собор Святой Марии Магдалины.
- Ружицкий рынок.
- Виленский вокзал.
- Пражский госпиталь.
- Зомбковская улица.
- Дом с колоннами.
- VIII средняя школа имени Владислава IV.
- Кафе Старая Прага.
- Порт Прага и отделение речной полиции.
- Администрация дзельницы Прага Пулноц.